# Friedrich Albrecht Anton Meyer
Friedrich Albrecht Anton Meyer (1768 – 1795) è stato un fisico e naturalista tedesco.
La sua tesi accademica all'università di Gottinga fu Dissertatio inauguralis medico-therapeutica De cortice angusturae. Nel 1793 scrisse Systematisch-summarische Uebersicht der neuesten zoologischen Entdeckungen in Neuholland und Afrika, un'opera sulla fauna africana, in cui descrisse dettagliatamente soprattutto varie specie di primati ed uccelli.

## Pubblicazioni
- 1795 : Synopsis reptilium: novam ipsorum sistens generum methodum: nec non gottingensium huius ordinis… Vandenhoek et Ruprecht.